# Pristimantis cacao
Pristimantis cacao är en groddjursart som först beskrevs av Lynch 1992.  Pristimantis cacao ingår i släktet Pristimantis och familjen Strabomantidae. IUCN kategoriserar arten globalt som starkt hotad. Inga underarter finns listade i Catalogue of Life.